# Pāvels Mihadjuks
Pāvels Mihadjuks (ur. 27 maja 1980 w Lipawie) – łotewski piłkarz grający na pozycji obrońcy, reprezentant Łotwy, w kadrze zadebiutował w 2009 roku. Dotychczas zagrał w niej czternaście razy i zdobył jedną bramkę (stan na 20 lipca 2012). Od lata 2010 roku zawodnik klubu Liepājas Metalurgs.